# Kvarntjärnen (Degerfors socken, Västerbotten, 716040-169217)
Kvarntjärnen är en sjö i Vindelns kommun i Västerbotten och ingår i Sävaråns huvudavrinningsområde.